# Đại Chu hậu
Đại Chu hậu (chữ Hán: 大周后; 936 - 965), cũng gọi Chiêu Huệ Chu hậu (昭惠周后), họ Chu (周氏), tên không rõ, có thuyết tên Hiến (宪), biểu tự Nga Hoàng (娥皇), là vợ đầu của Nam Đường hậu chủ Lý Dục.
Đại Chu hậu cùng em gái bà Tiểu Chu hậu, cũng chính là người vợ sau của Lý Dục, đều được xưng là mỹ nữ Tiền Đường.

## Cuộc đời
Đại Chu hậu không rõ nguyên quán và ngày sinh, là con gái của Tư đồ triều Nam Đường Nguyên Tông Lý Cảnh, tên là Chu Tông (周宗). Sau khi Chu Tông về hưu, thì dời nhà đến tại Kim Lăng. Từ nhỏ bà rất giỏi thi thơ, rất có khí chất, dung mạo được xem là "Quốc sắc", rất giỏi gảy đàn tỳ bà, từng biểu diễn trong lễ chúc thọ Nam Đường Nguyên Tông, được Nguyên Tông ban cho một cây tỳ bà quý, gọi là Thiêu tào Tỳ bà (烧槽琵琶).
Năm Bảo Đại thứ 13 (955), khi Chu thị 19 tuổi, Nguyên Tông vì muốn tán thưởng cha bà nên ban hôn cho bà với Ngô vương Lý Dục. Năm Kiến Long thứ 2 (961), Nguyên Tông băng, Lý Dục kế vị, Chu thị trở thành Quốc hậu. Sử sách kể rằng, hai vợ chồng bà tình cảm cực thâm hậu, lúc nào cũng hết sức ân ái.
Theo Nam Đường thư, Chu hậu sinh ra Thanh Nguyên quận công Lý Trọng Ngụ (李仲寓), Kì Hoài Hiến vương Lý Trọng Tuyên (李仲宣) và Cao Dương công chúa. Cũng theo Nam Đường thư, Chu hậu nổi tiếng tinh thông âm luật. Chuyện truyền rằng khi cả hai đang say men tình, thì Chu hậu nâng chén mời Lý Dục múa một bài, thế là Lý Dục nói: ["Nếu muốn ta múa, trừ phi nàng có thể sáng tác cho ta một khúc"]. Sau đó, Chu hậu liền vung bút mà thành "Yêu túy vũ phá" (邀醉舞破), rồi lại phổ ra bài Hận lai trì phá (恨来迟破), khi đó rất lưu hành ở Nam Đường. Khi đó, Nghê thường vũ y khúc (霓裳羽衣曲) là một điệu múa huyền thoại đã thất truyền. Lý Dục ái mộ Đường Huyền Tông Lý Long Cơ, từng cho nhạc sư chỉnh sửa nhưng không vừa ý. Chu hậu nhân đó bèn tự mình chỉnh sửa, thêm bớt rất nhiều, lại phối thêm tỳ bà. Nội xá nhân Từ Huyễn thông hiểu âm luật, đem khúc nhạc mới của Chu hậu cho nhạc sư Tào Sinh xem, cảm thấy khúc nhạc mới quá dồn dập, e rằng không phải điềm lành. Về sau, Lý Dục đam mê ca múa thành tật. Ngự sử Trương Hiến bởi vậy khuyên can, Lý Dục tuy có ban thưởng cho y có gan nói thẳng, nhưng tật mê ca múa không hề bỏ.

## Hương tiêu ngọc tẫn
Càn Đức năm thứ 2 (964), Chu hậu sinh bệnh, đem con thứ mới 4 tuổi là Lý Trọng Tuyên để ở biệt viện nuôi nấng. Tháng 10, Lý Trọng Tuyên ở trước tượng Phật chơi đùa, chân đèn bị mèo làm đổ, ấu tử kinh sợ mà chết non. Chu hậu thương cảm không thôi, bệnh càng nặng thêm, Lý Dục ngày đêm ở bên cạnh bà, thuốc cũng tự tay nếm để chăm sóc.
Tháng 11, Chu hậu bệnh tình nguy kịch. Trước đó, bà từng vương vấn nói với Lý Dục: ["Tiện thiếp may mắn gả vào cửa cung, đến nay đã có mười mấy năm, nữ tử chi vinh, cùng lắm cũng chỉ như thế này thôi. Duy nhất không đủ là ấu tử chết yểu, mà thiếp cũng sắp đi xa, chỉ sợ vô pháp lại báo đáp ân tình của ngài"]. Khi bệnh tình nguy kịch, Chu hậu đem ra cây tỳ bà cùng chiếc vòng tay bằng ngọc mà bà thường đeo, để vào tay Lý Dục, ý nói lời chia tay. Khoảng 3 ngày sau, Chu hậu ung dung gắng gượng thay xiêm y, ngậm ngọc hàm, nằm xuống và qua đời tại Dao Quang điện (瑶光殿), hưởng dương 29 tuổi.
Năm Càn Đức thứ 3 (965), tháng giêng, táng ở Ý lăng (懿陵), thụy hiệu Chiêu Huệ Quốc hậu (昭惠國后). Lý Dục thương tiếc người vợ mất khi còn trẻ, làm bài "Chiêu Huệ Chu hậu lụy" (昭惠周后诔), rồi "Vãn từ" (挽词), lời văn thống thiết không nguôi, khi làm lễ tang ông cứ như vậy thẫn thờ, đi đứng cũng phải có người đỡ.